# Región pampeana

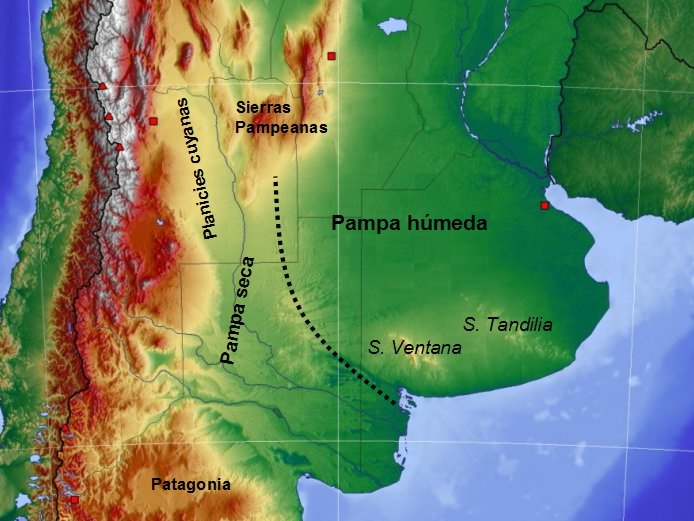
Mapa de la región pampeana argentina

La región pampeana es un área geográfica situada en el centro de Argentina, según la división administrativa que ofrece el INDEC. La componen las siguientes jurisdicciones: las provincias de Santa Fe, Entre Ríos, La Pampa, Córdoba, la Provincia de Buenos Aires y la Ciudad Autónoma de Buenos Aires (CABA); limita en el Norte con las provincias de Corrientes, Chaco y Santiago del Estero; hacia el Oeste con las de Catamarca, La Rioja, San Luis y Mendoza; hacia el Sur con la provincia de Neuquén y Río Negro; y hacia el Este con el océano Atlántico y Uruguay. Su ubicación, considerada privilegiada y estratégica, convierte a la región en el núcleo central del país, tanto en lo político como en lo económico y demográfico.
Tiene una extensión de 1 000 kilómetros cuadrados y es mayormente una amplia pradera —con sectores septentrionales de sabana y australes de estepa—; la parte suroriental (desde el centroeste de la provincia de Córdoba hasta el océano Atlántico), debido al clima templado y a la relativamente alta humedad, es interrumpida solo periódicamente por las sequías derivadas de El Niño y La Niña, que luego suelen ser compensadas por avenidas, es decir, inundaciones hacen que gran parte del este de la Pampasia sea zona de praderas. En su sector austral presenta antiguos médanos paleoclimáticos, y muestra un relieve levemente escalonado hacia el oeste. En Uruguay y Río Grande del Sur presenta un paisaje más ondulado con sierras de una altura de poco más de 500 m s. n. m. Es una de las regiones más fértiles del mundo. 
El ombú, originario de la selva paranaense, era antiguamente encontrado solitario en la llanura pampeana sin formar bosque, siendo la única interrupción de un paisaje monótono de hierbas de 2-3 m de altura por cientos de kilómetros de extensión. Un viajero puede atravesar casi 800 km entre las ciudades de Buenos Aires y Córdoba, y observará que el relieve se mueve en suaves colinas, con el horizonte en una sinuosidad suave por no decir que parece casi completamente recto por cientos de kilómetros, con las interrupciones lógicas de un terreno ondulado. Mientras que hacia el sudoeste no verá ninguna diferencia a esa horizontalidad por cientos de metros.

## Toponimia
El término pampa proviene del quechua sureño y significa 'llanura', en especial 'llanura entre montañas'. Fueron los españoles que bajaron en el siglo XVI desde la región andina, especialmente por la quebrada de Humahuaca desde Potosí, quienes refirieron como las pampas a esas grandes llanuras sin bosques importantes que existen en el centro de la Argentina, Uruguay y el sur de Brasil.
Por metonimia, los españoles llamaron pampas a los pueblos originarios que en ellas habitaban, especialmente a los het (pampas "antiguos"), a los tehuelche patagones septentrionales llamados guanaqueen, a los querandíes.

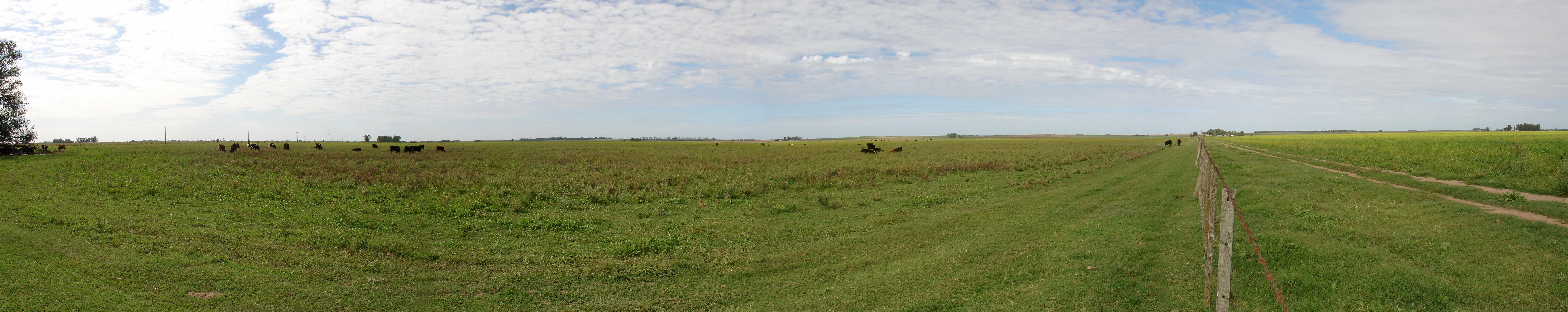
Vista de la llanura, en la provincia de La Pampa; unos 70 km al norte de Santa Rosa.

La región pampeana es una extensa llanura ubicada al este de la República Argentina, entre los 31° y 39° de latitud sur. Dentro de esta región es posible trazar una clara separación entre la denominada "Pampa Húmeda" o "Pampa Oriental" y la "Pampa Seca" o "Pampa Occidental" (Politos 1984). Esta división estaría marcada por la isohieta de los 600 mm. Así, la subregión Pampa Húmeda se encuentra limitada hacia el oeste por la mencionada isohieta, mientras que sus límites Este están marcados por el río Paraná, el Río de la Plata y el océano Atlántico (Figura I.1).

## Geomorfología
La región pampeana tiene una llanura vasta y continua. Esta continuidad es solo interrumpida por dos sistemas serranos en el sudeste de la región: 
- Sierras de Tandilia: se extiende desde Mar del Plata hasta el arroyo Las Flores. La mayor altura, 524 m s. n. m., se encuentra en el cerro La Juanita.
- Sierras de Ventania: se extiende desde la ciudad de Puan hasta Indio Rico en el partido de Coronel Pringles. Su mayor altura, 1239 m, se encuentra en el cerro Tres Picos.

La llanura alterna zonas casi completamente planas con ligeramente onduladas. Se basa en depósitos de loess de 300 a 5000 metros de profundidad que se acumularon durante unos 5 millones de años, desde el inicio del Plioceno hasta el Holoceno. La roca cristalina se encuentra por debajo de estos depósitos y solo emerge en los sistemas serranos mencionados o en las llamadas Sierras Pampeanas, en la provincia de Córdoba, las cuales están fuera de la región. En toda la región hay lagunas permanentes y temporarias de diversas dimensiones. La mayoría se deben a la pobre red de drenaje asociada a la escasa pendiente regional y la topografía plana.

## Clima
El clima de esta región es una variación del subtropical húmedo, también llamado templado, que se caracteriza porque la estación más cálida es también la más lluviosa. Presenta veranos cálidos e inviernos frescos y variables, con heladas frecuentes pero sin nevadas; la temperatura media anual es de 17 grados. 
La cantidad de precipitaciones forma una división entre la pampa húmeda y la pampa seca. La pampa húmeda recibe un promedio de 1000 mm anuales de precipitación y se encuentra favorecida por los vientos del océano Atlántico. En la pampa seca, ubicada al oeste de la región, solo hay un promedio de 400 mm anuales de precipitaciones sobre un suelo arenoso. 
Los vientos característicos de la región pampeana son el pampero y la sudestada. El primero proviene de un anticiclón antártico, por lo que es un viento muy frío y seco, sopla desde el sur o el sudoeste del país hasta nuestra región; tiene una velocidad de 100 km/h y ocasiona lluvias, descenso de la temperatura, grandes nubes de polvo, y a veces nevadas.
La sudestada es un fenómeno meteorológico de vientos fríos del sur, que satura las masas de aire polar con humedad. Si el viento se mantiene durante varios días y se presentan otras cuestiones naturales, el nivel del Río de la Plata aumenta y dificulta el drenaje de ríos menores. Este viento produce inundaciones y situaciones peligrosas en deportes náuticos.
Un fenómeno recurrente en la región son los tornados y tormentas severas, con una mayor frecuencia entre octubre y marzo. Suelen estar acompañadas de granizo y vientos.

## Bioma
El bioma natural de la región pampeana es el pastizal. Dentro de este bioma, el tipo de vegetación dominante es la pradera, seguido por la estepa. Desde el punto de vista fitogeográfico, pertenece a la provincia fitogeográfica pampeana. Gran parte de la región fue modificada profundamente por la producción agrícola y ganadera. 
Durante los diez milenios de vegetación del pastizal pampeano se generaron fitolitos de tamaño arcilla, en un 20 % del total de la fracción arcilla.
La llanura pampeana presenta al este un clima templado y un bioma de pastizal, mientras que hacia el oeste, se distingue una franja árida con bioma semidesértico.

## Población

### Demografía
El último Censo Nacional de Población y Vivienda, realizado en 2022, mostró que el 66,2 % de los habitantes de la Argentina se localizaban en la región pampeana (conformada por la ciudad de Buenos Aires y las provincias de Buenos Aires, Santa Fe, Córdoba, Entre Ríos y La Pampa).
| Provincia                 | Pob. (2022) | Sup. (km²) | Capital                | Bandera                              |
| ------------------------- | ----------- | ---------- | ---------------------- | ------------------------------------ |
| Provincia de Buenos Aires | 17 523 996  | 307 571    | La Plata               | Bandera de Buenos Aires              |
| Ciudad de Buenos Aires    | 3 121 707   | 203        | -                      | Bandera de la Ciudad de Buenos Aires |
| Buenos Aires en total     | 20 645 703  | 307 774    | Ciudad de Buenos Aires | Bandera de Buenos Aires              |
| Córdoba                   | 3 840 905   | 165 321    | Córdoba                | Bandera de Córdoba                   |
| Santa Fe                  | 3 544 908   | 133 007    | Santa Fe               | Bandera de Santa Fe                  |
| Entre Ríos                | 1 425 578   | 78 781     | Paraná                 | Bandera de Entre Ríos                |
| La Pampa                  | 361 859     | 143 440    | Santa Rosa             | Bandera de La Pampa                  |
| Total                     | 29 818 953  | 828 323    | -                      | -                                    |

### Historia
Como ya se ha indicado, probablemente desde fines del Pleistoceno o desde hace por lo menos 8000 años, la zona fue poblada por pueblos pámpidos (los patagones se incluyen entre los pámpidos). Estos primeros pobladores poseían un cuerpo adaptado a la caza y recolección en zonas de estepas, praderas y parques: piernas largas (lo que prácticamente equivale a tallas elevadas y contextura fornida) ya que esto les permitía correr más rápidamente grandes distancias y casi literalmente cazar corriendo a sus presas (venados de las pampas, guanacos, ñandúes, e inicialmente a la extinta megafauna del Pleistoceno)
A la llegada de los españoles en 1520 la población aborigen de la región era muy escasa ya que su modo de vida dependía de la caza, la pesca y la recolección (casi no existen vestigios, no ya de agricultura, sino siquiera de horticultura). Las mayores concentraciones humanas prehispánicas (es decir anteriores a 1520) estaban a orillas de los ríos de la cuenca del Plata. Esto provocó durante la conquista española una situación antagónica: por una parte los pueblos nativos prehispánicos al ser relativamente pocos cuantitativamente parecieron fácil presa de los nuevos invasores, pero la carencia de estados nativos jerarquizados o de la necesidad de estar apegados a tierras de cultivo (para los transportes de la época) y las enormes extensiones pampeanas, más la percepción rápida de los europeos (sobre todo tras desvanecerse las fantasías de Los Césares y La Trapalanda) de la ausencia de grandes riquezas en minerales preciosos hizo que los españoles despreciaran el territorio excepto la franja o ruta de comunicaciones que iba desde el Río de la Plata, pasaba por la ciudad de Córdoba y entraba al Tucumán.
Lo anterior significó que, desde el siglo XVIII, los europeos (italianos, españoles y otros que en menor cantidad iban con ellos –portugueses, franceses, alemanes etc.–) poblaran ciertos puntos nodales a orillas del río Paraná. (esto es: las ciudades de Buenos Aires, Córdoba, Rosario, etc.), sin embargo a pocas leguas «tierra adentro» casi hasta fines del siglo XIX el territorio era considerado por los europeos un «desierto» en el cual vivían con muy baja densidad de población diversas tribus aborígenes muchas veces en guerra. Mientras tanto en la región pampeana desde el siglo XVI habían prosperado enormes ganados de vacunos, equinos, ovinos procedentes de Europa. 
La revolución industrial llegó con bastante demora a la región pampeana sin embargo cuando lo hizo provocó un cambio radical: el sistema de granjas de secano habilitó zonas antes consideradas «desérticas» para una gran agricultura intensiva de tipo europeo, los ferrocarriles y los vapores (más aún cuando a fines del siglo XIX Charles Tellier inventó el barco frigorífico) posibilitaron incluir fácilmente a la región pampeana dentro de un gran circuito económico global (la región pampeana apareció entonces como gran productora de cueros -que fueron parte principal de la indumentaria, calzados y arneses europeos así como de las correas de transmisión de las máquinas europeas-, de lanas ovinas y luego de cereales como el trigo y el maíz, transformándose entonces en un granero del mundo), para los nuevos modos de producción se requirió la inmigración masiva de campesinos europeos; aunque las aspiraciones iniciales fueron bastante racistas: se pretendió poblar la región con «anglosajones» o «por lo menos» con franceses (estas poblaciones eran consideradas por el pseudocientífico «darwinismo social» como las «razas» más evolucionadas del mundo entre casi los 1850 y los 1950), sin embargo la masiva inmigración europea provino de las zonas del sur de Europa, por ejemplo de las zonas más superpobladas de Italia y España. Es esta masiva inmigración europea que supo aprender elementos de la cultura del gaucho la que ha poblado de un modo más intensivo y económicamente más productivo a la región pampeana, en donde aún en el siglo XXI se alternan latifundios («estancias», casi siempre con dueños absentistas), minifundios y, altamente productivos minifundios de chacareros argentinos de orígenes europeos. Los estancieros constituyeron tras la llamada Conquista del Desierto la SRA, mientras que los sectores intermedios han sólido formar parte de las CRA y los chacareros han constituido generalmente la Federación Agraria Argentina y/o CONINAGRO.

## Subregiones
Sobre la base de estudios fisonómicos, geológicos y de vegetación, Rolando León distinguió cinco subregiones —pampa interior, austral, mesopotámica, ondulada e inundable— que, en conjunto con los campos del Sur y del Norte en Uruguay y Brasil, forman la región de los pastizales del río de La Plata.

### Pampa interior

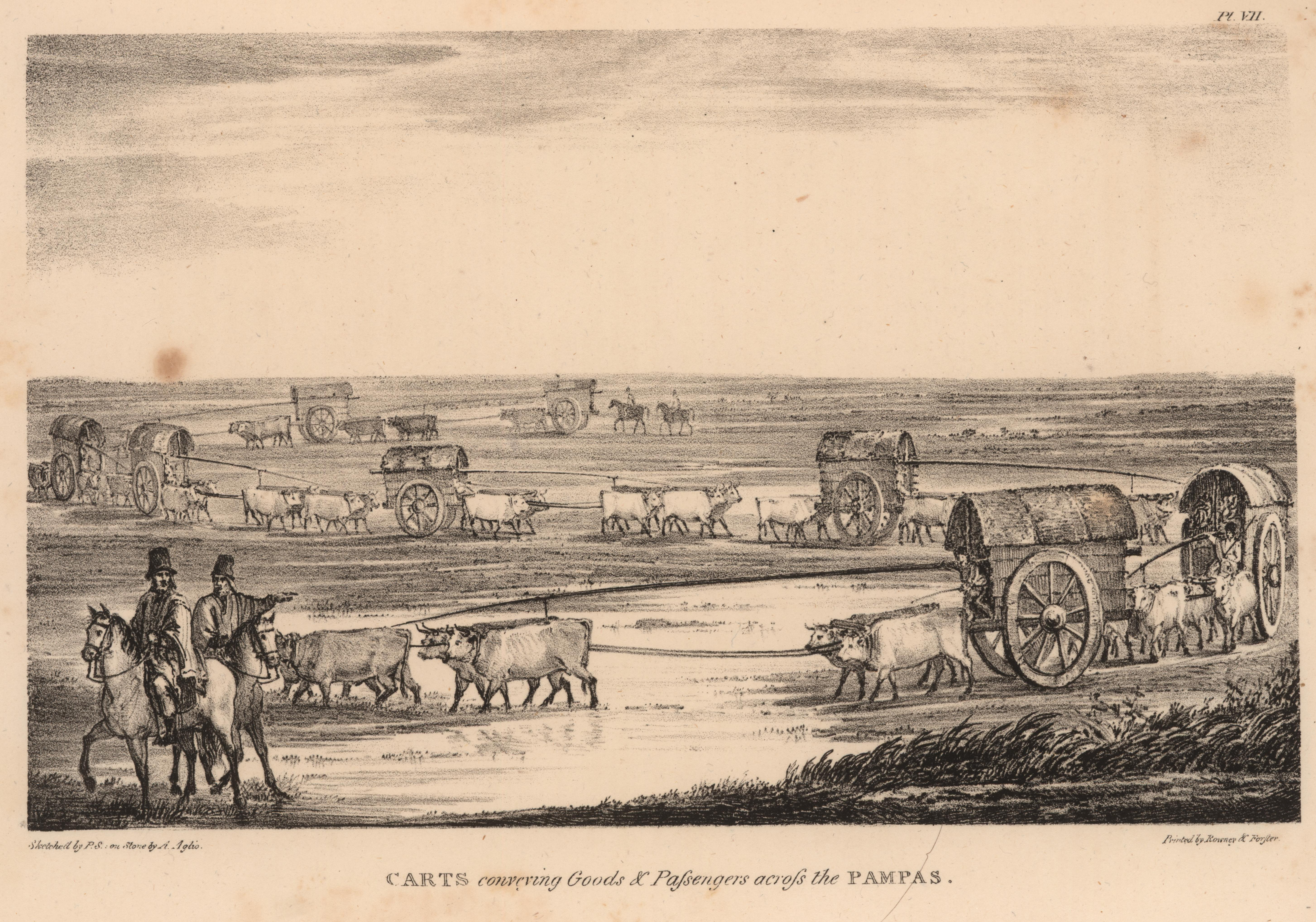
Carros tirados por bueyes en la pampa interior en 1821; dibujo de Schmidtmeyer, litografía de Aglio.

Esta subregión comprende el oeste de la Provincia de Buenos Aires, norte y este de la Provincia de La Pampa, sur de Córdoba y sureste de San Luis. Por sus características internas se puede dividir en dos grandes unidades: la “plana”, al este y “oeste” (León). Existen limitaciones climáticas para las prácticas agrícolas muy severas en el oeste, con niveles de precipitación muy bajos para realizar una agricultura de secano, así el uso actual se basa en el pastoreo extensivo sobre campos naturales o seminaturales. En el este, las condiciones más favorables para la agricultura están en las lomadas o en los llanos altos (INTA-SAGyP 1990). La aptitud de las tierras es agrícologanadera y ganaderoagrícola en similares proporciones, según se trate de paisajes altos y estables o áreas medanosas o bajas (INTA-SAGyP 1990).

#### Características físicas
El paisaje en la región es muy llano (los casi 800 km que separan a las ciudades de Córdoba y Buenos Aires son una llanura tan plana que el horizonte aparece como una recta casi perfecta) sin embargo en las cercanías de los grandes ríos se vuelve ligeramente ondulado, y ha producido una red de drenaje poco definida, existiendo grandes cuencas arreicas caracterizadas por la presencia de lagunas permanentes o temporarias, con amplias zonas afectadas por la salinización, especialmente en el este, donde las precipitaciones son mayores. En cuanto a las características edáficas, la textura decrece marcadamente de oeste a este. En la provincia de San Luis los suelos presentan un drenaje excesivo, baja capacidad de retención de humedad y alta susceptibilidad a la erosión eólica. Los suelos de las partes altas muestran poca diferenciación de horizontes, son profundos, neutros y débilmente estructurados (INTA-SAGyP 1990). En los bajos, que se hallan bien definidos, se identifican complejos de suelos afectados por hidromorfismo, salinidad y sodicidad subsuperficial.
La pampa húmeda (es decir la mayor parte de la provincia de Buenos Aires, los 2/3 australes de la de Santa Fe, las 3/4 partes occidentales y australes de la de Córdoba y el cuarto este de la de La Pampa) tiene profundos y ricos suelos abundantes en humus (predominando el suelo afín al loess) lo que propicia –merced a una pluviometría superior a los 500 mm/año–) la existencia natural de importantes pastizales de gramíneas o directamente praderas; aunque actualmente (si la zona no está cultivada) suelen percibirse praderas (los "montes" o bosques de algarrobos, piquillines y de caldenes o han sido talados o han sido muy reducidos y devastados. Según Patricio H. Randle et al., antes de la llegada de los grandes rebaños europeos (hacia 1537) la mayor parte de la cobertura pampeana era una estepa de altos y duros pastizales.
En la región pampeana occidental (pampa alta y pampa seca) la cobertura de los pastizales es poco densa, cubriendo de 60 % a 80 % aproximadamente de la superficie del suelo, con comunidades dominadas, en el límite entre las provincias de Buenos Aires y de La Pampa, por especies de los géneros Stipa, Piptochaetium y Poa y arbustos aislados (INTA-UNLP 1980, León 1991). En el oeste de la Provincia de Buenos Aires y este de La Pampa, la heterogeneidad de los suelos resulta en una distribución regular de los lotes de cultivos (Baldi et al. 2006). En la provincia de San Luis, la vegetación original de pastizales se encuentra invadida en la actualidad por el árbol chañar (Geoffroea decorticans), principalmente en la zona este, donde predominan las actividades agrícolas (León 1991, INTA 1998). Los pastizales naturales existentes han sufrido en los últimos 100 años un proceso de degradación debido al sobrepastoreo en todo el distrito. Sin embargo, existen en esta región relictos de Sorghastrum pellitum, llamado comúnmente pasto colorado o de vaca, especie emblemática de los pastizales semiáridos (INTA-UNLP 1980, INTA 1998). Cabe destacar, la presencia en el oeste del distrito de parches de caldenes con distinto grado de aislamiento (INTA-UNLP 1980, INTA 1998).

### Pampa austral
Esta subregión comprende el centro-centro sur, el sur y el suroeste de la provincia de Buenos Aires, y se caracteriza por una importante actividad agrícola, ganadera e industrial. La agricultura tiene un predominio de cultivos de invierno, en especial trigo (Giagante de Vercesi 1978; INTA-SAGyP 1990). Las áreas plenamente ganaderas se hallan donde los suelos presentan problemas de hidromorfismo y alcalinidad (INTA-SAGyP 1990). La vegetación en áreas prístinas está dominada por especies del género Stipa, similar a lo que ocurre en la Pampa Ondulada y en la Interior (León 1991). La vegetación de los sitios rocosos y colinas de Tandilia y Ventania constituyen según algunos autores un distrito fitogeográfico per se (Parodi 1947).

#### Características físicas
Comprende paisajes planos y altos, otros suavemente ondulados y los sistemas montañosos de Tandilia y Ventania. Predominan en el distrito las lomadas bien drenadas; es posible encontrar zonas de extensión reducida entre las lomas donde el agua se acumula por períodos considerables. Los suelos se caracterizan por poseer propiedades texturales y estructurales favorables para la agricultura. Estos están provistos de materia orgánica y nutrientes minerales, y no tienen otra limitación que la presencia en ciertos sectores de tosca subsuperficial.

### Pampa mesopotámica
La combinación de las características edáficas y posición geográfica hizo de esta subregión un polo agropecuario del país desde fines del siglo XIX (van der Sluijs 1971, Cammarata 1978). Las principales actividades económicas de la región son los cultivos anuales (trigo, maíz, arroz, girasol) y perennes (frutales) en el este y la ganadera en el centro-oeste. En los años noventa la superficie dedicada a la actividad forestal (pinos y eucaliptos) presentó un cambio significativo debido fundamentalmente a la promulgación de la ley n.º 25.080, de inversiones en los bosques cultivados, y a leyes provinciales, como la ley N.º 3.190 de la provincia de Corrientes, direccionadas a generar una estrategia de captación de inversiones. La superficie forestada en esta región en provino mayoritariamente de áreas tradicionalmente destinadas a la actividad ganadera (Sarli 2004, Paruelo et al. 2005, Jobbágy et al. 2006).

#### Características físicas
Este distrito se localiza sobre una planicie constituida por sedimentos loéssicos, de relieve levemente ondulado. Los suelos son medianamente profundos, con un buen contenido de materia orgánica, de texturas francas a franco-limosas en el oeste y franco-arcillosas en el este, con la consecuente reducción en los niveles de infiltración. La red de drenaje se encuentra bien desarrollada, con numerosos cursos de agua de carácter exorreico (Van der Sluijs 1971).
La vegetación se caracteriza por un mosaico de formaciones herbáceas dominantes en las porciones elevadas de las lomadas, que alterna con bosques en galería a en las márgenes de los cursos fluviales (Cabrera 1971). La comunidad herbácea más representada es la pradera de “flechilla”, que constituye un tapiz casi continuo de vegetación en los sectores elevados (Cabrera 1971). Un elemento de diferenciación de este distrito en relación con las otras Pampas es la presencia de géneros de gramíneas tropicales como Axonopus, Paspalum, entre otros (León 1991).

### Pampa ondulada

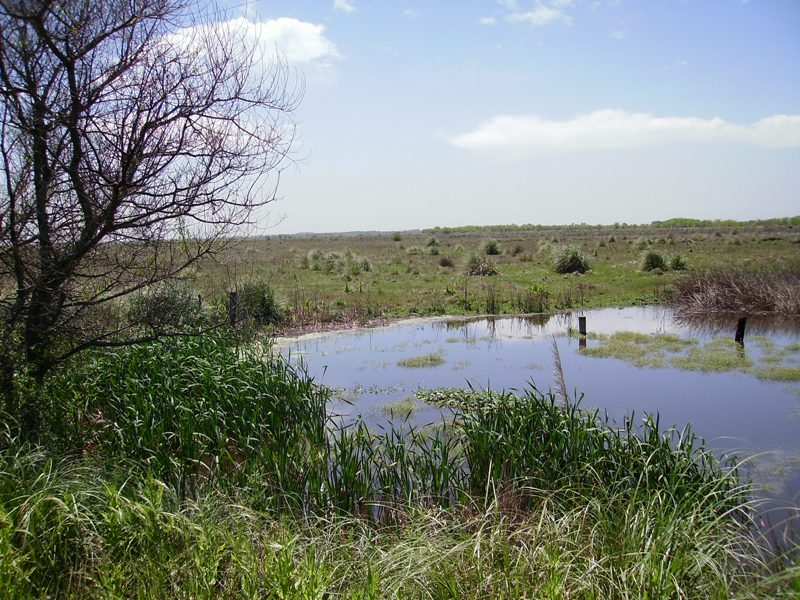
Llanura pampeana al norte de la provincia de Buenos Aires.

Limita hacia el este con las costas de la provincia de Buenos Aires; hacia el sur y el oeste con el río Salado; y hacia el norte con el río Carcarañá, en la provincia de Santa Fe. Se caracteriza por ser la subregión más industrializada (predomina la industria metalmecánica, textil) y poblada, esto debido a su cercanía con los puertos, la disponibilidad de energía y agua, que cuenta con un mercado del consumidor, existe mano de obra numerosa, excelentes condiciones edáficas y climáticas.
La modificación de la cobertura original de vegetación –producto de actividades productivas– es casi completa. Las condiciones edáficas y climáticas permiten desarrollar dos cultivos en la misma estación de crecimiento, dándole a esta subregión un carácter eminentemente agrícola. Las áreas utilizadas para la ganadería se encuentran adyacentes a los cursos de agua y en zonas cóncavas anegables. Con la intensa presión que la agricultura y la ganadería han ejercido sobre la vegetación nativa, se han producido grandes cambios en la cobertura del suelo, así como en la estructura y la composición de los remanentes de pastizales.

#### Características físicas
La elevación del basamento provocó que los ríos Paraná y de la Plata erosionaran su lecho. En general su relieve es levemente ondulado y está drenado por arroyos y cursos de agua bien definidos. Los suelos son en su mayoría profundos y bien drenados, con una textura franco-limosa. En las cañadas que recortan las lomadas y en algunas cubetas aparecen suelos lavados, algo hidromórficos y sódicos en los horizontes superficiales.
La estructura de la vegetación de los pastizales correspondería a una pradera en los años húmedos y una pseudo-estepa en los períodos secos. En zonas donde los suelos son muy fértiles (la gran parte de este distrito) se desarrollaría el llamado “flechillar”, caracterizado por gramíneas del género Stipa. Donde los suelos son ligeramente alcalinos, como pequeños manantiales donde se originan cursos de agua o en los bordes de éstos, se pueden encontrar comunidades halófilas. Debido a las restricciones que presentan estas áreas, su utilización como tierra de cultivo es muy limitada.

### Pampa deprimida o inundable
Se extiende al oeste de la pampa ondulada, en la cuenca del río Salado. Son frecuentes las inundaciones dado que no hay pendientes de desagüe, además por las dunas en la Bahía de Samborombón se complica, aún más, la evacuación de agua.

#### Características físicas
En general se trata de una llanura sumamente plana que comprende la mayor parte de la cuenca del Salado y una amplia zona, topográficamente más alta, limitada por los pedemontes de los sistemas de Tandilia y de Ventania. La característica más notable es su exigua pendiente y agudos problemas de escurrimiento de las aguas superficiales. El viento ha sido el principal modelador en este distrito, así se han formado numerosas cubetas de deflación que constituyen en la actualidad cuencas cerradas ocupadas por lagunas o pantanos permanentes o temporales. Los materiales originales de los suelos fueron lavados por la acción hídrica, por lo que predominan limos y arcillas, aportando también iones de calcio en solución que contribuyeron a la formación de planchas de tosca. Las limitaciones para la agricultura en toda la subregión están determinadas fundamentalmente por la anegabilidad y los problemas de alcalinidad y sodicidad superficial o subsuperficial.
La vegetación más frecuente en estos suelos es una estepa graminosa baja, con una cobertura rala, donde existe dominancia de una poácea del género Distichlis.
De todas las pampas, la inundable es la que presenta un menor grado de reemplazo del sistema original de pastizales, aunque el pastoreo ha modificado la composición florística y la estructura de la vegetación. Las limitantes edáficas antes mencionadas condicionan las actividades productivas que se realizan en este sector, determinando que la actividad dominante sea la ganadera, y únicamente en lomadas aisladas es posible la práctica de la agricultura

## Fauna
Pueden verse mamíferos como la comadreja overa, el cuis, el zorro de las pampas, el peludo; aves como el tirano melancólico, la gallareta, la martineta, varios paseriformes (entre ellos: el jilguero amarillo, el cardenal de copete rojo, el zorzal, etc.); reptiles (como el lagarto overo).
También pueden encontrarse especies foráneas que han sido introducidas por el ser humano como la liebre europea, el jabalí y el gorrión común.

## Actividad sísmica
La región pampeana es una de las zonas geológicamente más estables del planeta Tierra, ya que apenas hacen fricciones algunas fallas menores periféricas y casi inactivas de los escudos de Brasilia y Patagonia y débilmente llegan, muy morigeradas, las réplicas de las fricciones de la placa de Nazca ante la placa del sur de América (en la región pampeana tales fricciones apenas llegan como ligeros temblores en espacio de décadas). Es decir, los sismos en la región pampeana son poco frecuentes, y solo llaman la atención por su carácter de insólitos.
Desde que se tiene noticias (hace siglos), no se conoce ninguna víctima de terremotos o sismos en la región pampeana.
Como algo muy extraño se percibió un terremoto en 1888:

El 5 de junio de 1888, a las 3:20, se produjo el leve terremoto del Río de la Plata de 1888, con una magnitud en la escala de Richter de 5,5; su epicentro estuvo en 34°36′0″S 57°53′59″O / -34.60000, -57.89972, a 30 km de profundidad.
Afectó ligeramente, sin causar víctimas, a todas las poblaciones de la costa del Río de la Plata, en especial a las ciudades de Buenos Aires y de Montevideo. Produjo daños leves, ya que en estas ciudades aún no existían edificios de altura, ni trenes subterráneos. Aun así, posteriormente a este terremoto, en ninguna de las dos capitales se han tomado medidas antisísmicas en sus construcciones.

## Economía
El área pampeana presenta las mejores pasturas para criar vacunos, de los que se obtiene carne y leche para las grandes ciudades y para exportación.

### Agricultura

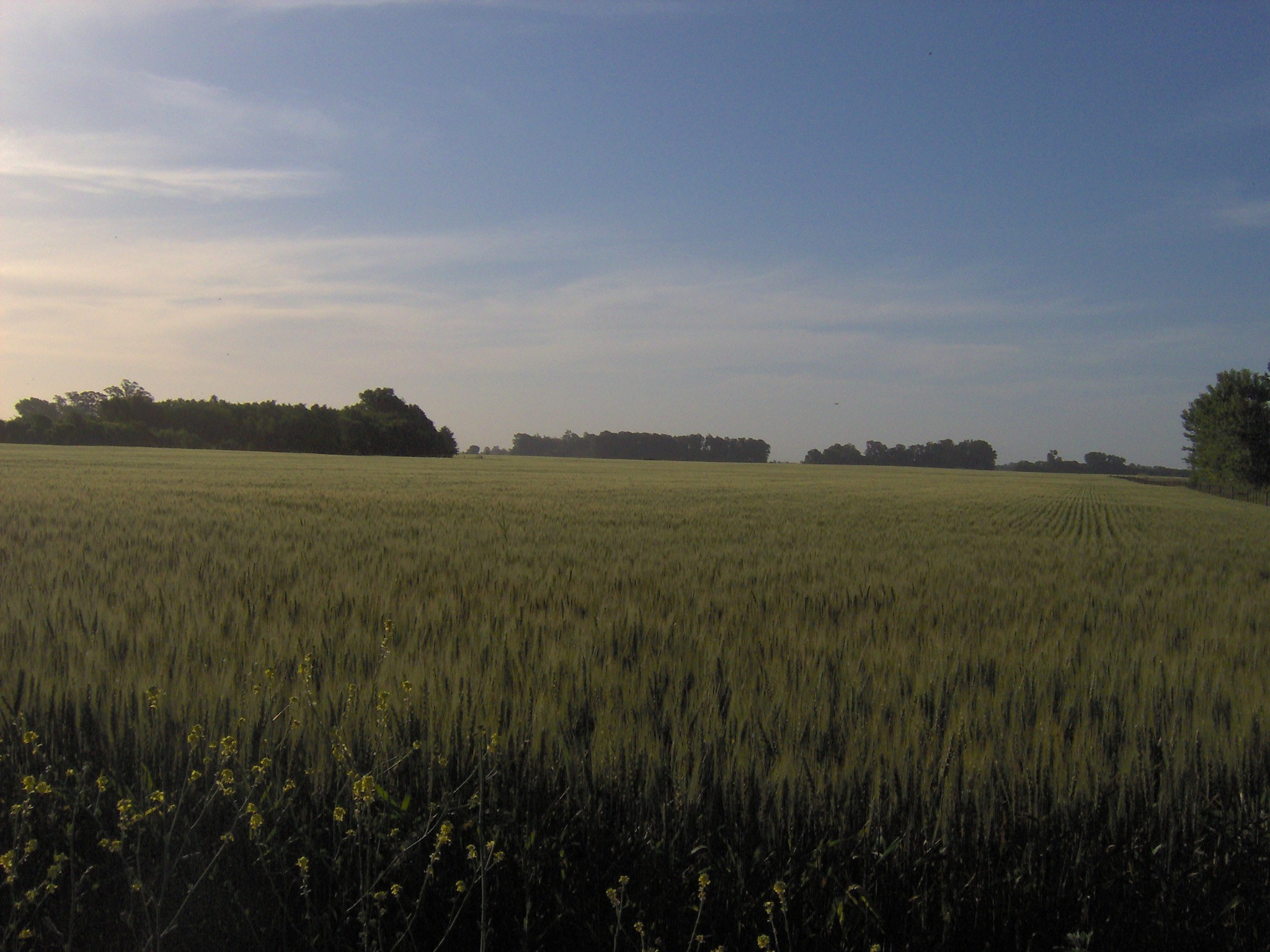
Sembrado de cebada.

Históricamente, esta zona ha producido cereales como el maíz y el trigo, destinados básicamente a la exportación. Esto fue posible por sus excelentes suelos agrícolas al clima templado y a la disponibilidad de agua. En los últimos tiempos, nuevas técnicas y la inversión de capitales potenciaron estas ventajas, y los esfuerzos se concentraron en la producción de soja. El incremento agrícola argentino tiene varias causas, entre ellas la diversificación, o sea la variación de cultivos que permite un mayor aprovechamiento del suelo. Entre las innovaciones tecnológicas se encuentran la siembra directa (sin arar), el desarrollo de plantas híbridas y transgénicas de veloz crecimiento o más resistentes a las plagas.
Los principales cultivos en la zona pampeana son: trigo, maíz, cebada, girasol, soja, papa, maní y sorgo. 
- Soja: de sus semillas se obtiene una gran variedad de productos alimenticios: aceite, salsa, jugo vegetal, brotes, alimentos para animales, harinas, porotos, tofu o queso de soja. Como uso secundario de la soja, se elaboran plásticos, adhesivos, pinturas, tinturas, insecticidas y productos farmacéuticos. Fue plantada por primera vez hacia 1970. En 1971-1972 hubo 80 000 ha plantadas. En la campaña 2001-2002 la soja desplazó a cultivos tradicionales llegando a 11 640 000 ha.

Entre 1999/2000 la producción de cereales y oleaginosas superó los 50 millones de tn.

### Ganadería
Desde los tiempos coloniales, la ganadería de vacunos, equinos, ovinos y porcinos ha sido la actividad económica fundamental. Esta zona geográfica es la principal en la cría de vacunos para carne y lechero. 
- Vacunos para carne: entran dentro de esta categoría las razas Charolais, Hereford y Aberdeen Angus.
- Vacunos lecheros: formado por la raza Holando-Argentina.

En la provincia de Santa Fe se encuentra la cuenca lechera más importante del país. Le siguen las cuencas de Córdoba, Provincia de Buenos Aires, Entre Ríos y Provincia de La Pampa. El ganado en esta región es de altísima calidad, ya que se cría a campo, es decir, que los animales se alimentan directamente del pasto; esto es posible por las grandes extensiones de tierra, el pasto blando, el clima templado. El ganado vacuno argentino está libre de aftosa y otras enfermedades, por lo que se inserta muy bien en los mercados europeos. Se distinguen 3 zonas de especificación, con el objetivo de mejorar la productividad: de cría, de engorde y mixta.